# Adelgott Schatz
Adelgott Schatz (* 18. April 1857 als Anton Schatz in Tarrenz; † 15. Mai 1943 in Burgeis) war ein katholischer Priester und Historiker.
Schatz trat 1879 in das Stift Marienberg ein und wurde 1883 zum Priester geweiht. Nach dem Studium der Geschichte, Klassischen Philologie und Geographie an der Universität Innsbruck promovierte er 1892. 1893–1919 unterrichtete er am Benediktinergymnasium in Meran. Schatz verfasste einige Bücher zur Geschichte seiner Heimat und Artikel für Zeitschriften und Zeitungen.

## Schriften (Auswahl)
- Kirchliche und politische Ereignisse in Tirol unter der bairischen Regierung, Innsbruck 1901 (Digitalisat online bei Teßmann)
- Karl Atz, Adelgott Schatz: Der deutsche Anteil des Bistums Trient. Topographisch-historisch-statistisch und archäologisch beschrieben, 5 Bände, Bozen: Ferrari-Auer 1903/10
  - Band I: Das Decanat Bozen (Digitalisat online bei Teßmann)
  - Band II: Das Dekanat Neumarkt und Kaltern (Digitalisat online bei Teßmann)
  - Band III: Das Dekanat Sarntal, Klausen und Kastelrut (Digitalisat online bei Teßmann)
  - Band IV: Das Dekanat Lana und Meran (Digitalisat online bei Teßmann)
  - Band V: Das Dekanat Passeier und Schlanders (Digitalisat online bei Teßmann)
- Entwicklung des Weltkurortes Meran zur Stadt – Eine Erinnerung an das Jahr 1317, Meran 1917 (Digitalisat online bei Teßmann); Wiederabdruck in: Meraner Jahrbuch 1937. Athesia, Bozen-Meran 1937, S. 8–33.